# シレット語
シレット語（シレットご、ベンガル語: সিলেটি sileṭi、シレット語: ꠍꠤꠟꠐꠤ siloṭi、英: Sylheti language）は、インド語派に属する言語である。しばしば、ベンガル語の方言とみなされる。主にバングラデシュ北東部のシレット管区とインドのアッサム州（バラク谷）で話されている。話者数はバングラデシュで約700万人、インドで約300万人である。

## 概要

バングラデシュの言語地図

エスノローグによると、シレット語はバングラデシュで850万人、世界で1180万人によって話されている。また、イギリスに住むバングラデシュ人の95%はシレット語を話す。しかし、ベンガル語の方言とされることが多く、知名度は低い。
標準ベンガル語との語彙の共通性は70%あるというが、語源が同じであっても、たとえば「ヘビ」を意味する語はベンガル語ではshap だがシレット語ではhaf、「今日」はベンガル語でajだがシレット語ではaizというように、音韻の違いが非常に大きいために相互理解可能性が少ない。

## 音韻
シレット語は a i u e ɔ の5つの母音がある。長短は区別されない。子音は27がある。
|                | \| \| \| 両唇音 \| 歯音 \| そり舌音/ 歯茎音 \| \| 軟口蓋音 \| 声門音 \| \| -------------- \| -------- \| -------- \| ------ \| ---------------- \| --- \| -------- \| ------ \| \| 鼻音 \| 鼻音 \| m ꠝ \| n ꠘ \| \| \| ŋ ꠋ \| \| \| 破裂音/ 破擦音 \| \| \| t̪ ꠔ, ꠕ \| ʈ ꠐ, ꠑ \| \| \| \| \| 破裂音/ 破擦音 \| \| b ꠛ, ꠜ \| d̪ ꠖ, ꠗ \| ɖ ꠒ, ꠓ \| \| ɡ ꠉ, ꠊ \| \| \| 摩擦音 \| \| ɸ~f ꠙ, ꠚ \| s ꠌ, ꠍ \| \| ʃ ꠡ \| x ꠇ, ꠈ \| \| \| 摩擦音 \| \| \| z ꠎ, ꠏ \| \| \| \| ɦ ꠢ \| \| はじき音 \| はじき音 \| \| ɾ ꠞ \| \| \| \| \| \| 接近音 \| 接近音 \| \| l ꠟ \| \| \| \| \| |          |        |                  |     |          |        |
|                | | 両唇音   | 歯音   | そり舌音/ 歯茎音 |     | 軟口蓋音 | 声門音 |
| 鼻音           | 鼻音 | m ꠝ      | n ꠘ    |                  |     | ŋ ꠋ       |        |
| 破裂音/ 破擦音 | |          | t̪ ꠔ, ꠕ | ʈ ꠐ, ꠑ           |     |          |        |
| 破裂音/ 破擦音 | | b ꠛ, ꠜ   | d̪ ꠖ, ꠗ | ɖ ꠒ, ꠓ           |     | ɡ ꠉ, ꠊ   |        |
| 摩擦音         | | ɸ~f ꠙ, ꠚ | s ꠌ, ꠍ |                  | ʃ ꠡ | x ꠇ, ꠈ   |        |
| 摩擦音         | |          | z ꠎ, ꠏ |                  |     |          | ɦ ꠢ    |
| はじき音       | はじき音 |          | ɾ ꠞ    |                  |     |          |        |
| 接近音         | 接近音 |          | l ꠟ    |                  |     |          |        |